# Ganglion de Troisier

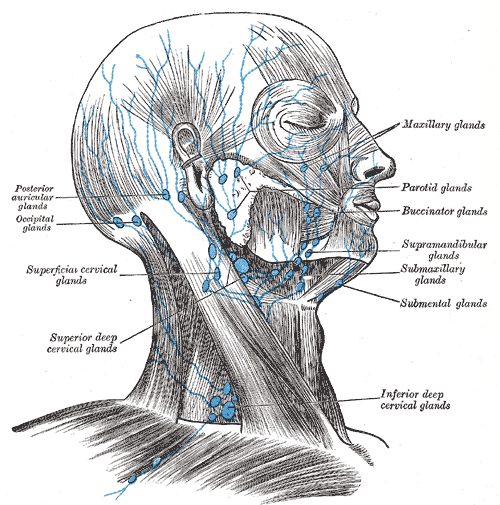
Schema d'une personne souffrant du ganglion de Troisier

Le ganglion de Troisier (dénommé ganglion de Virchow en dehors de la France) est une augmentation pathologique de la taille d'un ganglion sus-clavier gauche (ganglion au-dessus de la clavicule) qui devient palpable. Il peut témoigner d'une migration d'un cancer digestif, rénal, testiculaire, pelvien et des lymphomes abdominaux. 
Dans les pays anglophones, il est nommé d'après Rudolf Virchow (1821-1902), le médecin allemand qui décrit le premier le ganglion et son lien avec le cancer de l'estomac en 1848.

Le médecin français Charles Émile Troisier décrit en 1889 que d'autres cancers de la cavité abdominale peuvent également atteindre le ganglion.

## Physiopathologie
En effet, le canal thoracique draine tout le système lymphatique de l'abdomen et du thorax gauche. Il communique avec les ganglions sus-claviers gauches. Les ganglions sus-claviers droits drainent uniquement le bras et le thorax droit et ne seront pas envahis lors d'un cancer abdominal. 